# Natación en Argentina

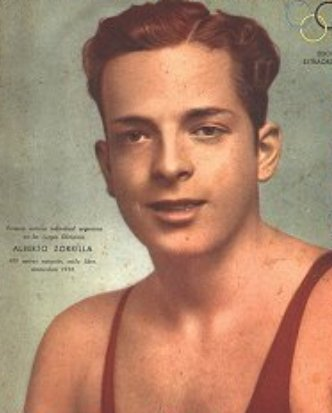
Alberto Zorrilla, ganador de la medalla de oro en los Juegos Olímpicos de 1928.

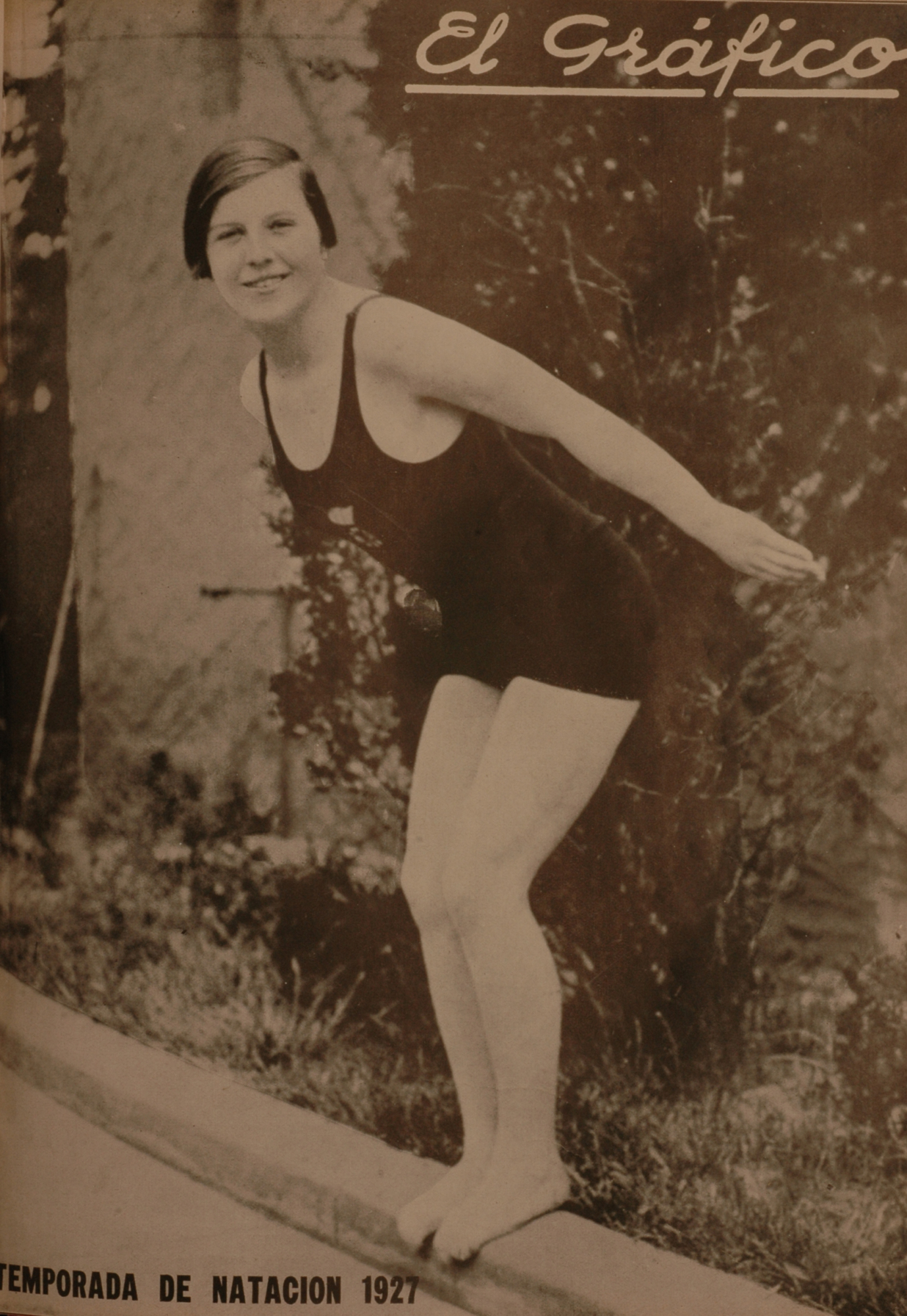
Temporada de Natación 1927; El Gráfico, edición 440.

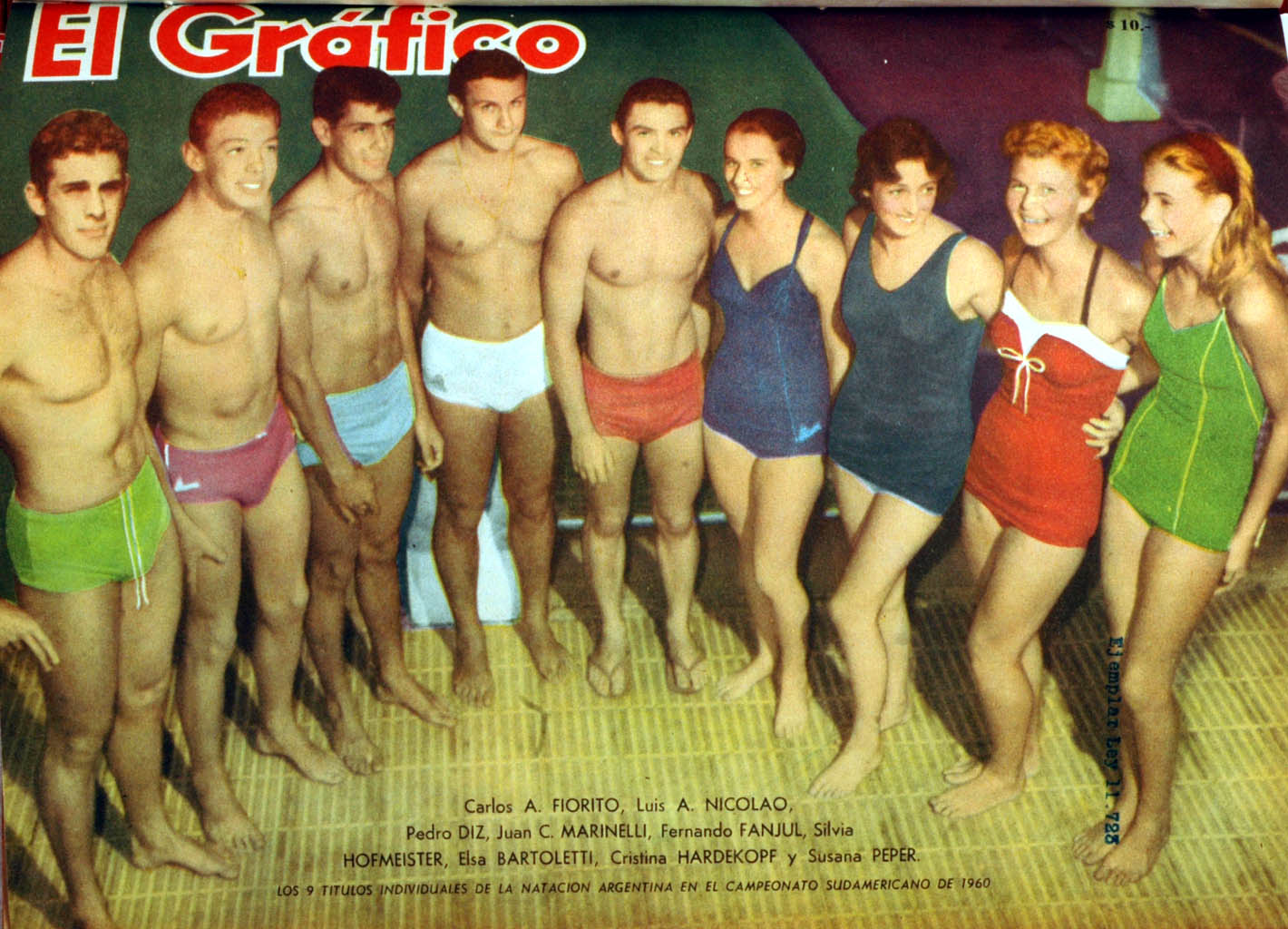
Tapa de El Gráfico del 13 de abril de 1960, con nadadores argentinos que ganaron el Campeonato Sudamericano de Natación de 1960.

La natación en Argentina comenzó a practicarse como deporte en la década de 1850 pero adquirió popularidad en la década de 1920, impulsada por hazañas como el cruce del Canal de la Mancha realizado por Enrique Tiraboschi y el primer cruce del Río de la Plata logrado por Lilian Harrison, ambos en 1923 y la medalla de oro obtenida por Alberto Zorrilla en los Juegos Olímpicos de 1928. Fue una de las primeras actividades a través de las cuales las mujeres argentinas hicieron su irrupción en el deporte y en la vida pública en general. En 1936, la nadadora Jeanette Campbell fue la primera atleta olímpica del país, única mujer integrante de la delegación enviada a los Juegos Olímpicos de Berlín 1936, donde se destacó obteniendo la medalla de plata.
La disciplina se encuentra regulada por la Confederación Argentina de Natación, fundada en la década de 1970. Cuenta con unos 2500 atletas federados. Entre los nadadores más destacados se encuentran además de los mencionados, Ana María Schultz, Luis Alberto Nicolao, Pedro Candioti, Alfredo Yantorno, Susana Peper, José Meolans, Georgina Bardach, Federico Grabich, Delfina Pignatiello, Cecilia Biagioli, entre otros.

## Historia
En 1922, la natación integró el programa de los Juegos Latinoamericanos. El 11 de agosto de 1923, Enrique Tiraboschi, italiano nacionalizado argentino, logró la atención mundial al cruzar el Canal de la Mancha en 16 horas y 33 minutos, estableciendo el récord mundial para esa travesía. El 22 de diciembre de 1923, la nadadora argentina Lilian Harrison se convirtió en la primera persona en cruzar a nado el Río de la Plata, en 24 horas y 19 minutos, luego de varios intentos frustrados realizados desde 1919 por otros destacados nadadores de la época como Enrique Tiraboschi y Vito Dumas.
En 1928, Alberto Zorrilla obtuvo la medalla de oro en los Juegos Olímpicos de Ámsterdam, siendo el primer campeón olímpico sudamericano y único campeón olímpico argentino hasta el momento.
En 1929, se realizó el primer Campeonato Sudamericano de Natación en Santiago de Chile. Fue una de las primeras actividades a través de las cuales las mujeres argentinas hicieron su irrupción en el deporte y en la vida pública en general. En 1935, se incluyó por primera vez las pruebas para mujeres en el Campeonato Sudamericano realizado en Río de Janeiro. 
En 1936, la nadadora Jeanette Campbell fue la primera atleta olímpica del país, única mujer integrante de la delegación enviada a los Juegos Olímpicos de Berlín 1936, donde se destacó obteniendo la medalla de plata.
En 1950, Ana María Schultz ocupó el primer puesto del ranking mundial en los 400 metros libre. 
En 1951, se realizó en Buenos Aires la primera edición de los Juegos Panamericanos. Argentina obtuvo el segundo lugar en el medallero de natación, solo detrás de Estados Unidos (diez medallas de oro), con cuatro medallas de oro (dos medallas de Ana María Schultz, Dorotea Turnbull y Nimo Domínguez) y cinco de plata.
En 1962, Luis Alberto Nicolao, con 17 años, batió dos veces el récord mundial en 100 metros mariposa con marcas sucesivas de 58:4 segundos y 57 segundos.
En aguas abiertas, Gabriel Chaillou fue el primer nadador en obtener una medalla en el Campeonato Mundial de Natación tras lograr la medalla de bronce en el Campeonato Mundial de 1998, que se realizó en Perth, Australia.
En los últimos años, se destacaron nadadores como José Meolans, campeón mundial en 50 metros libre en 2002 con una marca de 21s36/100 (récord argentino, sudamericano y de campeonato mundial), Georgina Bardach, ganadora de medalla de bronce en los Juegos Olímpicos de Atenas 2004 y en el Campeonato Mundial de Moscú en 2002, Pilar Geijo, pentacampeona mundial en aguas abiertas en 2010, 2011, 2014, 2015 y 2019. Cecilia Biagioli, campeona panamericana en los Juegos Panamericanos de 2011 y múltiple campeona sudamericana y Federico Grabich, campeón panamericano, sudamericano, nacional y medallista de bronce en el Campeonato Mundial de Kazán, Rusia en 2015.

## Rendimiento

### América del Sur
En América del Sur, Argentina es una de las principales potencias en este deporte, siendo por lo general, animador y estando en los primeros puestos en las competiciones sudamericanas.
Argentina tiene tres récords sudamericanos de natación conseguido por tres nadadores: Martín Naidich (400 metros libre), Julia Sebastián (200 metros pecho), Georgina Bardach (400 metros combinados) y Delfina Pignatiello (800 metros libre y 1500 metros libre).

### Campeonatos Mundiales y Juegos Olímpicos
Los logros a nivel mundial son más escasos que a nivel sudamericano, principalmente por la intervención de muchas potencias mundiales en el deporte.
En el Campeonato Mundial de Natación, Argentina ha ganado dos medallas de bronce a lo largo de todas las ediciones, encontrándose de este modo entre los cinco países de América del Sur en lograrlo. 
En los Juegos Olímpicos, Argentina obtuvo tres medallas a lo largo de toda su historia en este deporte (1 de oro, 1 de plata y 1 de bronce), la última lograda por Georgina Bardach en los Juegos Olímpicos de Atenas 2004. La única medalla de oro fue obtenida por Alberto Zorrilla en los Juegos Olímpicos de Ámsterdam 1928, mientras que la medalla de plata fue lograda por Jeanette Campbell en los Juegos Olímpicos de Berlín 1936.
Mientras tanto, en el Campeonato Mundial de Natación en Piscina Corta, Argentina obtuvo un total de cinco medallas a lo largo de todas las ediciones de la competencia, destacándose lo logrado en 2002, donde consiguió tres medallas, su mejor rendimiento en una competición mundial de natación.
Argentina es uno de los tres países de América del Sur en obtener medallas en las tres principales competencias mundiales de natación.